# Barra do Ribeiro
Barra do Ribeiro este un oraș în Rio Grande do Sul (RS), Brazilia.